# 飛田泰三
飛田 泰三（ひだ たいぞう、1972年 - ）は日本の現代音楽の作曲家。大阪府出身。

## 略歴
京都市立芸術大学音楽学部卒業後、松平頼暁に師事。1997年入野賞受賞。2000年にはガウデアムス音楽週間内若手作曲家対象国際コンクール
で、二作品が同時入選した。機会音楽なども作曲した。

## 作風
デビュー時にはサルヴァトーレ・シャリーノやカイヤ・サーリアホなどの影響から一小節中に100以上の音符が精緻に描きこまれる正統な現代音楽の流れを汲んでいたが、ゼロ年代ではほとんど聞こえない空間の創造を徹底している。「線の感覚(1999)」や「花粉(2001)」では高次倍音がまだ偶発的に聞こえていたが、「眩暈(2003)」や「レイン・タクティル・ピアノ(2004)」ではほとんど何も聞こえず、身近な物音と舞台上の音量がほぼ変わらないどころか、物音のほうが音量が大きく聞こえることすら見られる。
2020年代に入ると、殆ど聞こえない音ではなく、適度の弱い音が乱数で連なる音楽へと変化している。彼の作風は作品リストから撤回(1997年以前の作品を一作しか認めていない)されたものから、かなり大きく変化している。

## 主な作品
- Le Bleu du Ciel（1996）
- Transparencies（1998）
- For Stringed Instrumental Player（2010）